# إدي جونز
إدي جونز (بالإنجليزية: Eddie Jones)‏ (و. 1937 – م) هو ممثل، وممثل تلفزيوني، من الولايات المتحدة الأمريكية، ولد في واشنطن.

## وصلات خارجية
- إدي جونز على موقع IMDb (الإنجليزية)
- إدي جونز على موقع روتن توميتوز (الإنجليزية)
- إدي جونز على موقع أول موفي (الإنجليزية)
- إدي جونز على موقع قاعدة بيانات برودواي على الإنترنت (الإنجليزية)
- إدي جونز على موقع قاعدة بيانات الأفلام السويدية (السويدية)
- إدي جونز على موقع إن إن دي بي (الإنجليزية)
- إدي جونز على موقع قاعدة بيانات الفيلم (الإنجليزية)
- إدي جونز على موقع كينوبويسك (الروسية)